# Henryk Siedlaczek
Henryk Piotr Siedlaczek (ur. 30 stycznia 1956 w Wodzisławiu Śląskim) – polski polityk, nauczyciel i samorządowiec, poseł na Sejm V, VI i VII kadencji (2005–2015), senator XI kadencji (od 2023).

## Życiorys
Syn Czesława i Zofii. W 1979 ukończył studia z zakresu historii w Wyższej Szkole Pedagogicznej w Opolu. Pracował jako nauczyciel historii i dyrektor Szkoły Podstawowej w Rudach.
W 1998 został wybrany do rady powiatu raciborskiego z listy Unii Wolności, reelekcję uzyskał w 2002 z ramienia komitetu Razem dla Ziemi Raciborskiej. W 1999 objął stanowisko etatowego członka zarządu, w 2002 powołano go na funkcję starosty. W 2005 z listy Platformy Obywatelskiej w okręgu rybnickim został wybrany na posła V kadencji.
W wyborach parlamentarnych w 2007 po raz drugi uzyskał mandat poselski, otrzymując 35 124 głosy. Został m.in. członkiem Komisji Ochrony Środowiska, Zasobów Naturalnych i Leśnictwa, przez rok pracował także w Komisji Gospodarki. W wyborach w 2011 z powodzeniem ubiegał się o reelekcję, dostał 20 019 głosów. W 2015 nie został wybrany na kolejną kadencję parlamentu. W 2018 z listy Koalicji Obywatelskiej uzyskał mandat radnego sejmiku śląskiego. W 2021 został sekretarzem gminy Marklowice, w związku z czym zrezygnował z członkostwa w PO. W 2023 został kandydatem KO do Senatu w okręgu nr 72. Został wybrany do wyższej izby polskiego parlamentu, otrzymując 80 430 głosów. W styczniu 2024 ponownie przystąpił do PO.

## Wyniki w wyborach ogólnopolskich
| Wybory | Komitet wyborczy   | Komitet wyborczy      | Organ             | Okręg | Wynik           |
| ------ | ------------------ | --------------------- | ----------------- | ----- | --------------- |
| 2005   |                    | Platforma Obywatelska | Sejm V kadencji   | nr 30 | 7476 (3,33%)    |
| 2007   | Sejm VI kadencji   | Platforma Obywatelska | 35 124 (11,60%)   | nr 30 |                 |
| 2011   | Sejm VII kadencji  | Platforma Obywatelska | 20 019 (7,58%)    | nr 30 |                 |
| 2015   | Sejm VIII kadencji | Platforma Obywatelska | 7657 (2,64%)      | nr 30 |                 |
| 2023   |                    | Koalicja Obywatelska  | Senat XI kadencji | nr 72 | 80 430 (39,30%) |

## Odznaczenia
W 1993 otrzymał Srebrny Krzyż Zasługi.